# Slavný

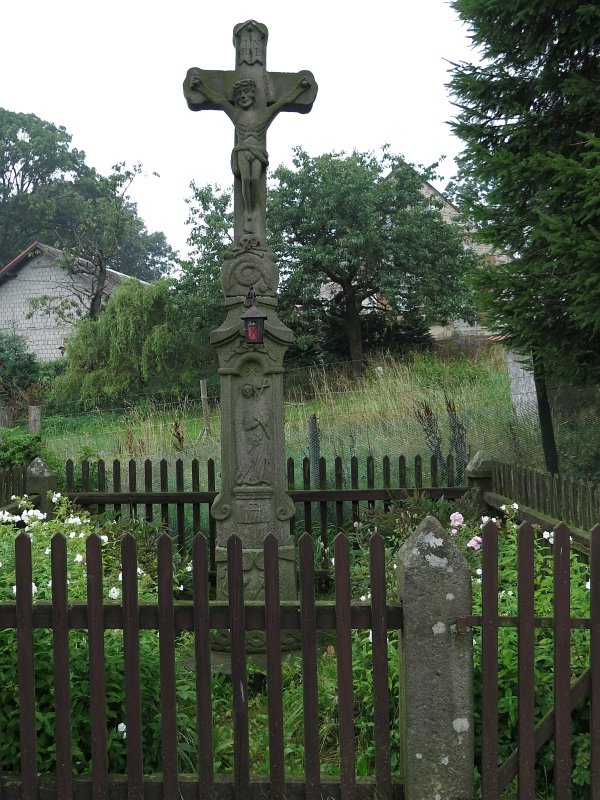
Wegkreuz vor dem Haus Nr. 4

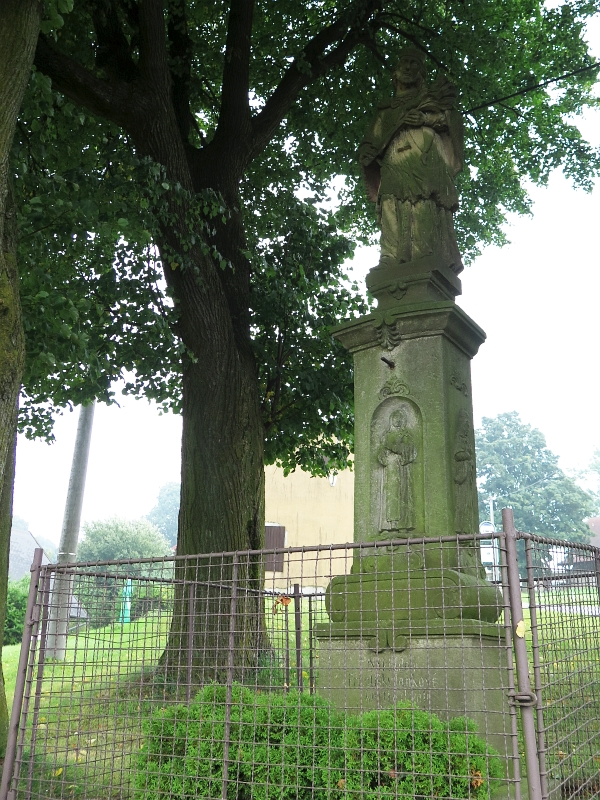
Statue des hl. Johannes von Nepomuk

Slavný (deutsch Klein Labnay, auch Klein Labney) ist ein Ortsteil der Gemeinde Suchý Důl in Tschechien. Er liegt vier Kilometer östlich von Police nad Metují und gehört zum Okres Náchod.

## Geographie
Slavný befindet sich am Quellgrund eines kleinen Zuflusses zur Ledhujka auf einer Hochfläche im Falkengebirge (Broumovské stěny). Nordöstlich erhebt sich der Modrý kámen (Blaustein, 686 m n.m.), im Osten die Zaječí hora (Hasenberg, 655 m n.m.) und die Wiesenkoppe, südöstlich die Velká kupa (Große Koppe, 708 m n.m.), die Koruna (Ringelkoppe, 769 m n.m.) und der Božanovský Špičák (Spitzberg, 773 m n.m.), im Südwesten der Chlum (606 m n.m.) sowie westlich die Hora (593 m n.m.).
Nachbarorte sind Amerika und Křinice im Norden, Jalovčinec im Nordosten, Martínkovice im Osten, Božanov und U Veverky im Südosten, Řeřišný (Brunnkress) und Bělý im Süden, Bezděkov nad Metují und Radešov im Südwesten, Velká Ledhuje im Westen sowie Suchý Důl im Nordwesten.

## Geschichte
Das Dorf wurde 1561 durch den Braunauer Abt Jan III. Chotovský (1553–1575) gegründet und ist die jüngste Ortsgründung auf dem Gebiet des Politzer Sprengels. Die Herkunft des ursprünglichen Ortsnamens Slawne ist ungeklärt; es gilt aber als sicher, dass er nicht, wie bei den meisten Dörfern von einem Lokator oder einem Bach abgeleitet ist. Der deutsche Name Klein Labnei entstand kurz nach dem Dreißigjährigen Krieg durch Germanisierung des tschechischen Ortsnamens, wobei das Präfix der Unterscheidung zu Groß Labnei diente, wobei zwischen beiden Dörfern vor dieser Zeit keine Namensgemeinsamkeiten bestanden. Die Kolonisten stammten wahrscheinlich aus der näheren Umgebung; die 1653 in der berní rula für Klein Labnei verzeichneten Familiennamen waren auch in anderen Dörfern um Politz und Machau verbreitet, zu dieser Zeit bestand Klein Labnei aus sechs Bauern sowie je vier Chalupnern und Köttern. Das Dorf gehörte über Jahrhunderte zur Stiftsherrschaft Braunau und unterstand der Propstei Politz, die niedere Gerichtsbarkeit übte der Dörrenthaler Richter aus. Die Bevölkerung war tschechischsprachig, über das Falkengebirge verlief die Sprachgrenze zum deutschsprachigen Braunauer Ländchen. Durch Klein Labnei führte der Prozessionsweg nach dem Glatzer Wallfahrtsort Albendorf und weiter nach dem schlesischen Wallfahrtsort Wartha. Der Bauer Martin Knytl aus Klein Labnei wurde im Jahre 1680 als Teilnehmer einer Bauernrebellion in der Stiftsherrschaft Braunau bestraft. Seit 1699 ist für Klein Labnei ein eigener Ortsrichter nachweisbar; wann dieser eingesetzt wurde, ist nicht überliefert, da das erste Dörrenthaler Burgrechtsbuch verloren gegangen ist. Das älteste erhaltene Grundbuch für Klein Labnei wurde 1742 angelegt. Nach der Aufhebung der Propstei Politz durch Kaiser Joseph II. im Jahre 1775 wurde daraus die Stiftsherrschaft Politz gebildet; unter der Bedingung der Zahlung einer jährlichen Pauschale von den Einkünften an den Religionsfonds verblieb sie im Besitz der Doppelabtei Braunau-Breunau. Im Jahre 1778 reiste der rebellische Bauer Tilk dreimal nach Wien, um bei Kaiser Joseph II. vorzusprechen; er berief sich dabei auf den am Hof einflussreichen Abt Stephan Rautenstrauch, der ihm eine Audienz verweigerte und ihn – mit einem Schutzbrief versehen – nach Hause schickte. Nach einer Vorladung durch die Herrschaft Braunau fürchtete Tilk um seine Sicherheit und floh zu Freunden nach Wünschelburg in Preußen, von wo aus er den vom Bauern Rosenberg angeführten Bauernaufstand in der Stiftsherrschaft Braunau unterstützte und dem Kommandanten der Festung Glatz im Falle einer preußischen Invasion den Beitritt des Braunauer Ländchens zu Preußen zusicherte. Der Aufstand blieb erfolglos; Rosenberg wurde verhaftet und ins Königgrätzer Gefängnis verbracht, Tilk kehrte nicht mehr nach Klein Labnei zurück. 1788 wurde in Dörrenthal eine Schule eröffnet, in die auch die Klein Labneier Kinder gingen. Im Jahre 1815 heiratete die Tochter und Alleinerbin des Richters Wenzel Schall (Václav Šál), Anna Schall, den während des Bauernaufstandes von 1775 als Bauerngeneral bekannt gewordenen Bauern Karel Dostál aus Bělý; das Gut Nr. 1 wird bis heute von Nachfahren des Bauerngenerals Dostál bewirtschaftet.
Im Jahre 1836 bestand das im Königgrätzer Kreis gelegene Dorf Klein-Labney bzw. Slawney aus 29 Häusern, in denen 150 Personen lebten. Pfarrort war Politz, der Schulort Dörrengrund. Bis zur Mitte des 19. Jahrhunderts blieb das Dorf der Stiftsherrschaft Politz untertänig.
Nach der Aufhebung der Patrimonialherrschaften bildete Slavné/Klein Labnay ab 1849 einen Ortsteil der Gemeinde Bělý/Bieley im Gerichtsbezirk Politz. Im Jahre 1868 wurde Slavné dem Bezirk Braunau zugeordnet. 1876 wurde in einer zum Gut Nr. 1 gehörigen strohgedeckten hölzernen Chaluppe eine Außenstelle der Dörrenthaler Schule eingerichtet. Im Schuljahr 1888/89 wurden in der Chaluppe 47 Kinder unterrichtet. Da die Schule baufällig und zu klein geworden war, wurde das alte Schulhaus 1901 abgebrochen und durch einen nach Plänen des Politzer Baumeisters František Erber errichteten Neubau ersetzt. Nach der Fertigstellung des neuen Schulhauses wurde die Schule zu einer selbständigen einklassigen Volksschule. 1917 löste sich Slavné von Bělý los und bildete eine eigene Gemeinde. Initiator der Eigenständigkeit war der Lehrer Josef Matěna, der auch die Bildung der Freiwilligen Feuerwehr zustande brachte. Matěna engagierte sich auch für den Bau einer Straße von Police über Suchý Důl nach Märzdorf, nach seiner Versetzung nach Černčice blieb das Straßenprojekt unausgeführt. Auf Anordnung der Linguistischen Kommission in Prag wurde 1920 der tschechische Ortsname Slavné in Slavný abgeändert. Nach dem Münchner Abkommen verblieb Slavný/Klein Labnay bei der „Resttschechei“ und wurde dem Okres Náchod zugeordnet. Die Schule wurde im Juli 1942 wegen zu geringer Schülerzahl geschlossen; die jüngeren Schüler wurden nach Suchý Důl, die älteren nach Police nad Metují umgeschult. Das Dorf war bis 1945 Grenzort zum Deutschen Reich, die Reichsgrenze verlief östlich von Slavný. Nach dem Ende des Zweiten Weltkrieges kam Slavný zum Okres Broumov zurück. Im Zuge der Gebietsreform von 1960 erfolgte die Aufhebung des Okres Broumov, seitdem gehört das Dorf zum Okres Náchod; zugleich wurde Slavný nach Suchý Důl eingemeindet. Zwischen 1986 und 1990 gehörte Slavný als Ortsteil zu Police nad Metují. 1991 hatte Slavný 49 Einwohner. Im Jahre 2001 bestand das Dorf aus 30 Wohnhäusern, in wiederum 49 Menschen lebten. Beim Zensus von 2011 hatte das Dorf 63 Einwohner und bestand aus 32 Häusern.

## Ortsgliederung
Der Ortsteil Slavný bildet einen Katastralbezirk.

## Sehenswürdigkeiten
- Zaječí rokle (Hasengrund), in die Sandsteinfelsen eingeschnittene Schlucht östlich des Dorfes
- Felsschluchten Hruškova rokle und Liščí rokle, nördlich von Slavný
- Naturdenkmal Šafránová stráň, der artenreiche Hang nordwestlich des Dorfes mit einer Population des Weißen Krokus wurde 2009 unter Schutz gestellt.
- Statue des hl. Johannes von Nepomuk; die 1867 durch Františka Janková errichtete Sandsteinfigur steht zwischen vier Linden auf dem Dorfplatz und wurde 1868 geweiht. Seit 2005 ist sie ein Kulturdenkmal.
- Mehrere Wegkreuze:[4]
  - Pánův kříž – 3,2 m hohes gusseisernes Kreuz mit Sandsteinsockel am Wegekreuz unterhalb des Božanovský Špičák, aufgestellt 1827
  - Sandsteinkreuz mit geschmiedetem Laternenarm, 4 m hoch, geschaffen 1839 von Filip Klemt aus Suchý Důl, vor dem Haus Nr. 4, es wurde 2005 zum Kulturdenkmal erklärt.
  - Gusseisernes Kreuz auf Sandsteinsockel, südöstlich des Dorfes in den Feldern, 3 m hoch, geschaffen 1878 von František Téra aus Bělý.